# Erissus truncatifrons
Erissus truncatifrons là một loài nhện trong họ Thomisidae.
Loài này thuộc chi Erissus. Erissus truncatifrons được Eugène Simon miêu tả năm 1895.